# Carracedelo (kommunhuvudort)
Carracedelo är en kommunhuvudort i Spanien.   Den ligger i provinsen Provincia de León och regionen Kastilien och Leon, i den nordvästra delen av landet, 300 km nordväst om huvudstaden Madrid. Carracedelo ligger 456 meter över havet och antalet invånare är 3 481.
Terrängen runt Carracedelo är kuperad åt sydväst, men åt nordost är den platt.Runt Carracedelo är det ganska tätbefolkat, med 179 invånare per kvadratkilometer. Närmaste större samhälle är Ponferrada, 11,2 km öster om Carracedelo. Trakten runt Carracedelo består till största delen av jordbruksmark.